# یوهانا ووکالک
یوهانا ووکالک (انگلیسی: Johanna Wokalek؛ زادهٔ ۳ مارس ۱۹۷۵) یک هنرپیشه اهل آلمان است.
از فیلم‌ها یا برنامه‌های تلویزیونی که وی در آن نقش داشته است می‌توان به گره بادر ماینهوف اشاره کرد.